# Kurz manželské touhy
Kurz manželské touhy je česká komedie z roku 2021 režiséra a scenáristy Radka Bajgara. Bajgar napsal scénář spolu s Mirkou Zlatníkovou. Film vznikal pod pracovním názvem Teorie touhy. Tvůrci film popsali jako „komedii s detektivní zápletkou rozvíjející teorii o vztazích mužů a žen“. Film se natáčel na jaře 2021 v resortu Svatá Kateřina u Počátek na Vysočině. Kurz manželské touhy tematicky navazuje na Bajgarův film Teorie tygra, ale na rozdíl od něj se snaží ukázat cesty, jak v komplikovaném manželství setrvat.
V hlavních rolích se objevili Vojtěch Kotek, Lenka Vlasáková, Jiří Bartoška, Stanislav Majer, Jana Plodková a Radek Holub. Film měl premiéru v českých kinech dne 28. října 2021.

## O filmu
Film pojednává o pěti manželských párech, které chtějí do svých životů navrátit vášeň a touhu, a proto přijíždějí do luxusního resortu na kurz párového terapeuta. Terapeut zvaný Mazel razí teorii, že za partnerským štěstím stojí zejména maximální blízkost obou partnerů, a praktikuje tzv. metodu pevného objetí.

## Obsazení
| Vojtěch Kotek         | terapeut Kamil Mazel        |
| Lenka Vlasáková       | Helena Dudová               |
| Stanislav Majer       | Bedřich Duda, manžel Heleny |
| Jiří Bartoška         | Mech, majitel resortu       |
| Jana Plodková         | komisařka Šmídová           |
| Radek Holub           | komisař Vrabec              |
| Ivana Uhlířová        | Patrika Menšíková           |
| Šárka Vaculíková      | Mgr. Lucie Benešová         |
| Ondřej Bauer          | Igor Beneš                  |
| Josef Polášek         | Jan Průša                   |
| Eva Leinweberová      | Petra Průšová               |
| Petra Nesvačilová     | Alice Zounarová             |
| Vasil Fridrich        | Jiří Zounar                 |
| Lucia Siposová        | Dagmar Novotná              |
| Lukáš Latinák         | Tibor Novotný               |
| Ondřej Nosálek        | Karel, milenec Dagmar       |
| Jana Kotrbatá         | Monika                      |
| Anita Krausová        | MUDr. Marie Jíránková       |
| Štěpánka Fingerhutová | servírka Ilona              |